# Herida (película de 2020)
Herida (en inglés, Bruised) es una película estadounidense de 2020, del género drama deportivo, dirigida, coproducida y protagonizada por Halle Berry en su debut como directora.

## Sinopsis
Jackie (Halle Berry) es una luchadora de UFC caída en desgracia que ha fracasado en lo único que se le ha dado bien en la vida: pelear sobre el ring. Cuando se reencuentra con su hijo Manny, un niño de 6 años que abandonó cuando era un bebé, Jackie se verá obligada a vencer a sus propios miedos, además de enfrentarse a una de las rivales más temibles del mundo de la lucha libre.

## Reparto
- Halle Berry - Jackie "Pretty Bull" Justice
- Danny Boyd Jr - Manny, hijo de Jackie
- Shamier Anderson - Immaculate
- Adan Canto - Desi
- Sheila Atim - Bobbi Buddhakan Berroa
- Stephen McKinley Henderson - Pops
- Adriane Lenox - Angel McQueen
- Valentina Shevchenko - Lucia "Lady Killer" Chavez, una luchadora argentina rival de Jackie[1][2]
- Lela Loren - Mrs. Bradshaw